# STS-68
STS-68 est la septième mission de la navette spatiale Endeavour.

## Équipage
- Commandant : Michael A. Baker (3)  États-Unis
- Pilote : Terrence W. Wilcutt (1)  États-Unis
- Spécialiste de mission : Steven L. Smith (1)  États-Unis
- Spécialiste de mission : Daniel W. Bursch (2)  États-Unis
- Spécialiste de mission : Peter J. Wisoff (2)  États-Unis
- Spécialiste de la charge utile : Thomas D. Jones (2)  États-Unis

Le chiffre entre parenthèses indique le nombre de vols spatiaux effectués par l'astronaute au moment de la mission.

## Paramètres de la mission
- Masse :
  - Navette au lancement avec charge :112 096 kg
  - Chargement : 12 511 kg
- Périgée : 52 km
- Apogée : 213 km
- Inclinaison : 57°
- Période : ? min

## Objectifs
La mission STS-68 avait pour mission de cartographier la Terre.